# تيدي إدواردز
تيدي إدواردز (بالإنجليزية: Teddy Edwards)‏ هو عازف جاز أمريكي، ولد في 26 أبريل 1924 في جاكسون في الولايات المتحدة، وتوفي في 20 أبريل 2003 في لوس أنجلوس في الولايات المتحدة.

## وصلات خارجية
- تيدي إدواردز على موقع IMDb (الإنجليزية)
- تيدي إدواردز على موقع ميوزك برينز (الإنجليزية)
- تيدي إدواردز على موقع أول ميوزيك (الإنجليزية)
- تيدي إدواردز على موقع ديسكوغز (الإنجليزية)